# Melchor García Sampedro
Melchor García Sampedro OP, també conegut com a Sant Melchor de Quirós, (28 d'abril de 1821, Quirós, Espanya - † 28 de juliol de 1858, Nam-Dinh, Vietnam) fou un bisbe dominic, màrtir i primer sant asturià.

## Biografia
Va néixer a la parròquia de Lindes, al municipi de Quirós (Astúries), i fou batejat a l'església parroquial de Sant Esteve de Cienfuegos. Va passar la infància entre els pobles de Cortes i San Pedro, on es va traslladar amb la seva família.
El 1835 va estudiar filosofia i teologia a la Universitat d'Oviedo. Nomenat pel capítol catedralici professor del col·legi diocesà de Sant Josep, va deixar la docència i va entrar a l'Orde de Predicadors, amb la intenció de ser missioner a Orient. Va prendre l'hàbit a Ocaña el 16 d'agost de 1845.
Ordenat sacerdot el desembre de 1847 a Madrid, va embarcar-se a Cadis a la fragata Victòria el 7 de març de 1848 i va arribar a Manila (Filipines), la seva primera destinació, el 25 de juliol del mateix any. Nomenat lector de filosofia al col·legi de Sant Tomàs de la capital de les Filipines, només va exercir-hi fins al mes d'octubre del 1848, quan va embarcar-se cap a Macao per anar a les missions de Tung-King (Vietnam), on va arribar el febrer de 1849. Allà es va dedicar a estudiar la cultura autòctona i va encarregar-se del servei pastoral.
Era una persona de gran pietat i es preocupava de la seva devoció pel Senyor de la Passió i la Mare Dolorosa, dues peces il·luminadores en el seu testimoni de fe.
Ateses les seves notables qualitats per al ministeri i el govern, aviat fou elevat al servei de vicari del grup de missioners, i el 16 de setembre de 1855 el bisbe Sanjurjo el va consagrar bisbe de Tricomia a Bui-Chu.
En perfecta harmonia amb el seu projecte ministerial, es va lliurar sense reserves a la cura, formació i santificació dels fidels, i fou públicament conegut i arrossegar la persecució que l'emperador Tu Duc havia decretat contra els cristians. Sobre aquesta qüestió va escriure als seus pares:
| « | «No hem tingut un dia de pau ni de calma, ni una hora en què la nostra vida no perillés. L'infern sencer s'ha conjurat contra nosaltres, i aquests mandarins, com altres nerons, s'han proposat concloure l'obra del Senyor... Persecució cruel, fam extremada i guerra civil són els tres assots amb què els neòfits de Tonkín central purguen llurs pecats i llauren una corona més lluent que el sol, que cenyiran per tota una eternitat. En un dia varen tallar el cap al sacerdot Huang i a cinc cristians; l'endemà a deu, i poc després a deu més; després a tres sacerdots, i abans de tots aquests havien trossejat en un sol dia tretze cristians. Ajudeu-me amb les vostres pregàries a netejar les meves culpes amb la meva sang i que aconsegueixi la palma del martiri» | » |

Després de ser executat Sanjurjo, Melchor, el seu successor, és arrestat el 8 de juliol de 1858 a Kieu-Lao i conduït encadenat a Nam-Dinh, capital de la província, on el van sotmetre a cruels turments, tortures i temptacions. Però es va mantenir inquebrantable en la seva fe, per la qual cosa el van trossejar públicament el 28 de juliol de 1858.
Repatriats trenta anys després les seves restes a Oviedo, on se celebren solemnes funerals el 28 i 29 d'abril de 1889, són traslladades a la capella del Rei Cast a la catedral de la ciutat, i actualemtn estan a la capella de la Mare de Déu de Covadonga, a la mateixa catedral.
El papa Pius XII el va declarar beat el 29 d'abril de 1951, després d'un procés de beatificació que va estar durant molt de temps aturat, i fou promogut pel Mestre General de l'Orde de Predicadors, fra Manuel Suárez. Finalment fou proclamat sant, juntament amb altres màrtirs del Vietnam, el 19 de juny de 1988 pel papa Joan Pau II.